# Nicolò Gallo
Nicolò Gallo (Agrigento, 10 agosto 1849 – Roma, 7 marzo 1907) è stato un politico italiano della Sinistra storica.
Fu Ministro della pubblica istruzione del Regno d'Italia e Ministro di grazia e giustizia; per breve tempo fu anche Presidente della Camera dei deputati del Regno d'Italia.

## Biografia
Nasce a Girgenti (Agrigento) il 15 agosto 1849, dai coniugi dottor Gregorio e Maria Restivo. Frequentò il locale Seminario, ma poi passò al Regio Liceo, che intanto era stato istituito. Studiò legge a Palermo, laureandosi a pieni voti. Subito dopo esercitò la professione di avvocato a Girgenti e a Palermo. Nel 1867 iniziò la sua carriera politica come consigliere comunale di Girgenti e rimase in consiglio comunale per diversi anni, occupando anche la carica di assessore.
Qualche anno dopo venne eletto consigliere provinciale nel collegio di Bivona e poi di Girgenti e per 14 anni ricoprì la carica di presidente di tale consiglio.
Avvocato, docente di Estetica all'Università di Roma. Eletto per la prima volta alla Camera nella XV legislatura, rappresentò ininterrottamente i suoi elettori in tutte le successive legislature sino al 1907. Nel 1892 risultò contemporaneamente eletto deputato nei collegi di Sciacca e di Bivona ed optò per quest'ultimo collegio, in cui continuò a presentarsi sino fino all'elezione del 1897. Nelle politiche del 1900 fu eletto deputato nel collegio di Foligno, in Umbria, ed in ultimo (dopo il ritiro del barone agrigentino Contarini) fu di nuovo eletto deputato nel collegio di Girgenti.
Amico e seguace di Zanardelli, entra nel governo di Antonio di Rudinì come Ministro della pubblica istruzione del Regno d'Italia (dal dicembre 1897 al giugno 1898), lasciando la presidenza della Giunta delle elezioni che aveva ricoperto alla Camera. Riassumerà la guida del dicastero dal giugno 1900 al febbraio 1901 nel gabinetto Saracco. Sarà Ministro di grazia e giustizia nel gabinetto Giolitti.
Si occupò di letteratura componendo liriche, tragedie e saggi critici. Da giovane scrisse poesie patriottiche e produzioni teatrali drammatiche, tra cui Cola di Rienz.
I suoi studi di etica sociale ebbero un discreto successo nel mondo accademico, in particolare molto apprezzati furono i saggi "La genesi dell'idea di diritto" e "La pena di morte".
Fu deputato del circondario di Bivona. Il 4 dicembre 1893 il consiglio comunale di Bivona deliberò di dargli la cittadinanza bivonese e di intitolargli una delle piazze principali del paese.